# Grad Tivoli
Grad Tivoli (tudi grad Podturn ali dvorec Tivoli) je dvorec v ljubljanskem parku Tivoli, ki stoji ob vznožju hriba Rožnik. Dobro je viden iz središča mesta, saj kot podaljšek Cankarjeve ceste vodi do njega Jakopičevo sprehajališče (nekoč Lantierijevo sprehajališče).
Danes se v gradu nahaja Mednarodni grafični likovni center, ustanovljen leta 1986.

## Zgodovina
Prvotna zgradba na mestu sedanjega gradu je prvič omenjena v 13. stoletju, ko je bil tam tudi stolp Turn, ki je bil v lasti koroških vojvod. Med bitko za Ljubljano so stolp porušili Celjani.
Baron Jurij Apfaltrer, ki je bil takratni lastnik zemljišča, je dal po letu 1442 zgraditi nov stolp, katerega so poimenovali Pod pustim turnom oz. krajše Podturn. Za njim je bila lastnicagospa Siguna pl. Saurau, ki ga je leta 1484 prodala Gašperju Crobathu. Leta 1507 si ga je pridobil kranjski vicedom Erazem Praunwart, leta 1601 pa so ga kupili ljubljanski jezuiti. Kasnejši posestniki so bili še Kuchl, Mauritschi, Stoffli in Melhior Pantaleon.
Škof Tomaž Hren je bil tisti, ki je dal preurediti dotrajan dvor v novo grajsko poslopje. Graditelj naj bi bil Donino. Škof ga je slovesno posvetil 5. septembra 1611. Dvorec je bil namenjen rekreaciji in kratkočasju jazuitom in gojencem. Tukaj so uprizarjali igre in veselice ter vabili v goste tedanje veljake.
V letih 1701 do 1703 so jezuiti dvorec popolnoma preuredili o čemer je pričal sredi preteklega stoletja odstranjen kronogram nad vhodnimi vrati. Kamnoseška dela je izvedel Luka Mislej. 
Od leta 1775, ko je bil jezuitski red razpuščen, je bil poletna rezidenca ljubljanskih škofov, obkrožen pa je bil s sadovnjaki in drugimi rastlinskimi nasadi. 19. avgusta 1790 je v dvorcu gostil nadvojvodinjo Elizabeto.
Pozneje (od 1833 ali 1837 dalje) so grad prevzeli deželni zbori, ki so v njem uredili vojaško bolnico, skladišče in vojašnico. Deželni stanovi so nato leta 1852 grad prodali Francu Jožefu I., ki ga je v klasicističnem slogu preuredil in ga leta 1853 podaril habsburškemu maršalu Radetzkemu. Slednji je leta 1860 (1864) grad vrnil cesarju, ki  ga je nato prodal ljubljanskemu županu Etbinu Henriku Costi oz. je stavbo s posestvijo odkupila Mestna občina Ljubljana. V preurejenem dvorcu tedaj imenovanem Tivoli so imeli poletno zabavišče z gostilno in kavarno. Po drugi svetovni vojni so bila v njem stanovanja, od leta 1967 pa je sedež Mednarodnega grafičnega centra, kjer prirejajo razstave in koncerte. 
22. januarja 1886 je Kranjski deželni zbor Občini Spodnja Šiška odvzel parcele, na katerih so se nahajali grad Tivoli, Rudolfinum, vile Mayer, Cambiaggio in Vollheim ter Kolizej ter jih dodelil mestu Ljubljana.
Za Tivolskim gradom stoji stavba v alpskem slogu, Švicarija (nekdanji Hotel Tivoli), poleg nje pa je tudi  začetek učne Jesenkove poti.

## Arhitektura
Kako je izgledal Apfaltrerjev stolp, ni znano.
Na Valvasorjevi upodobitvi je dvorec dvonadstropna stavba, ključastega tlorisa, z napuščem, skromnimi okni ter prizidkom na severni strani - verjetno kapela z malim lesenim zvonikom. Okrog je bilo nekaj gospodarskih poslopij, golobnjak in lesen vodnjak. Nad vrati je bil latinski napis z letnico 1703.
V sredini 19. stoletja prenovljen dvorec je bil dvonadstropna, tlorisno pravokotna stavba s stopniščnim izzidkom na osrednji fasadi in dvema manjšima na koncih. Fasada je simetrična, poudarjena z rizalitom. Konča se s trikotnim čelom. V ospredju je klasicističen portal in nad njim balkon na kamnitih konzolah. Okenski okviri imajo čela v prvem nadstropju posebej poudarjena.
Notranjost je v celoti preurejena, le stopnišče je morda še baročno.
Baročni bazen z vodometom (deček z ribo, bron) pred dvorcem je bil postavljen leta 1870, do njega pa speljali dvoramno stopnišče s štirimi piedestali ob vznožju. Na njih stojijo kipi štirih litoželeznih psov (izdelal jih je leta 1864 kipar Anton Dominik von Fernkorn). Posebnost teh kipov je, da psi nimajo jezikov, to pa je bil dolgo časa eden špekulativnih razlogov, zakaj je kipar storil samomor, čeprav je zgodba popolnoma izmišljena.
Leta 1882 so pred dvorcem postavili celopostavni litoželezni kip maršala Radetzkega, verjetno delo dunajskega kiparja Adama Rammelmeyerja. Po propadu Avstrije je stal na dvorišču Mestnega muzeja v Ljubljani. Leta 2021 je bil ponovno postavljen na prazen podstavek pred gradom.